# Phonarellus miurus
Phonarellus miurus är en insektsart som först beskrevs av Henri Saussure 1877.  Phonarellus miurus ingår i släktet Phonarellus och familjen syrsor. Inga underarter finns listade i Catalogue of Life.